# Псевдогруппа преобразований
Псевдогруппа преобразований гладкого многообразия {\displaystyle M} —
семейство диффеоморфизмов открытых подмножеств многообразия {\displaystyle M} в {\displaystyle M}, замкнутое относительно композиции отображений, перехода к обратному отображению, а также сужения и склейки отображений.

## Точное определение
Псевдогруппа преобразований {\displaystyle \Gamma } многообразия
{\displaystyle M} состоит из локальных преобразований, то есть пар вида {\displaystyle p=(D_{p},{\bar {p}})}, где {\displaystyle D_{p}} — открытое подмножество в {\displaystyle M}, а {\displaystyle {\bar {p}}} — диффеоморфизм {\displaystyle D_{p}\to M}, причём предполагается, что
1. {\displaystyle p,q\in \Gamma \Rightarrow p\circ q=({\bar {q}}^{-1}(D_{p}\cap {\bar {q}}(D_{q})),{\bar {p}}\circ {\bar {q}})\in \Gamma }
2. {\displaystyle p\in \Gamma \Rightarrow p^{-1}=({\bar {p}}(D_{p}),{\bar {p}}^{-1})\in \Gamma }
3. {\displaystyle (M,id)\in \Gamma },
4. если {\displaystyle p} — диффеоморфизм открытого подмножества {\displaystyle D} в {\displaystyle M} и {\displaystyle D=\cup _{\alpha }D_{\alpha }}, где {\displaystyle D_{\alpha }} — открытые подмножества в {\displaystyle M}, то {\displaystyle (D,p)\in \Gamma \Longleftrightarrow (D_{\alpha },p)\in \Gamma } для любого {\displaystyle \alpha }.

## Примеры
- Произвольное гладкое действие группы на многообразии.
- Пусть {\displaystyle M} гладкое многообразие и на котором гладко действует группа {\displaystyle G} тогда «сужение» действия на произвольное открытое множество {\displaystyle \Omega } является псевдогруппой преобразований. Точнее {\displaystyle p=(D_{p},{\bar {p}})} содержится в псевдогруппе если {\displaystyle {\bar {p}}\in G} и {\displaystyle D_{p},{\bar {p}}(D_{p})\subset \Omega }.

## Связанные определения
Так же, как группа преобразований, псевдогруппа преобразований определяет на {\displaystyle M} отношение эквивалентности; классы эквивалентности называются её орбитами.

## Типы псевдогрупп
Псевдогруппа преобразований {\displaystyle \Gamma } многообразия {\displaystyle M} называется
- транзитивной, если {\displaystyle M} — её единственная орбита,
- примитивной, если в {\displaystyle M} нет нетривиальных гладких {\displaystyle \Gamma }-инвариантных слоений (в противном случае псевдогруппа преобразований называется импримитивной).

## Вариации и обобщения
Видоизменяя должным образом это определение, можно определить псевдогруппу преобразований произвольного топологического пространства или даже произвольного множества.